# Клюки (гміна)
Гміна Клюкі (пол. Gmina Kluki) — сільська гміна у центральній Польщі. Належить до Белхатовського повіту Лодзинського воєводства.
Станом на 31 грудня 2011 у гміні проживало 4188 осіб.

## Площа
Згідно з даними за 2007 рік площа гміни становила 118.50 км², у тому числі:
- орні землі: 43.00%
- ліси: 47.00%

Таким чином, площа гміни становить 12.23% площі повіту.

## Населення
Станом на 31 грудня 2011:
| Опис     | Загалом | Загалом | Чоловіки | Чоловіки | Жінки | Жінки |
| -------- | ------- | ------- | -------- | -------- | ----- | ----- |
| одиниця  | осіб    | %       | осіб     | %        | осіб  | %     |
| все      | 4188    | 100     | 2038     | 48.66    | 2150  | 51.34 |
| міське   | 0       | 100     | 0        |          | 0     |       |
| сільське | 4188    | 100     | 2038     | 48.66    | 2150  | 51.34 |

## Сусідні гміни
Гміна Клюкі межує з такими гмінами: Белхатув, Зелюв, Клещув, Щерцув.